# Pluguffan
Pluguffan (bretonisch: Pluguen) ist eine französische Gemeinde im Département Finistère  in der Region Bretagne. Die Gemeinde gehört zum Kanton Quimper-1 im Arrondissement Quimper. Pluguffan hat 4.229 Einwohner (Stand 1. Januar 2022), die frz. Pluguffanais genannt werden.
Im Februar 2016 war Pluguffan eine von 13 Gemeinden, die der Stufe 3 der Charta Ya d’ar brezhoneg zur Förderung der bretonischen Sprache angehörten.

## Geographie
Pluguffan liegt etwa 5,5 Kilometer westsüdwestlich von Quimper. Das Gemeindegebiet wird vom Flüsschen Corroac’h durchquert.

## Verkehr
In der Gemeinde liegt der Flughafen Quimper - Cornouaille. Westlich der Ortschaft entlang führt die Départementstraße 56.

## Bevölkerungsentwicklung
| Jahr                       | 1962 | 1968 | 1975 | 1982 | 1990 | 1999 | 2006 | 2017 |
| Einwohner                  | 1536 | 1639 | 2203 | 3107 | 3238 | 3155 | 3314 | 4109 |
| Quellen: Cassini und INSEE |      |      |      |      |      |      |      |      |

## Sehenswürdigkeiten
Siehe auch: Liste der Monuments historiques in Pluguffan

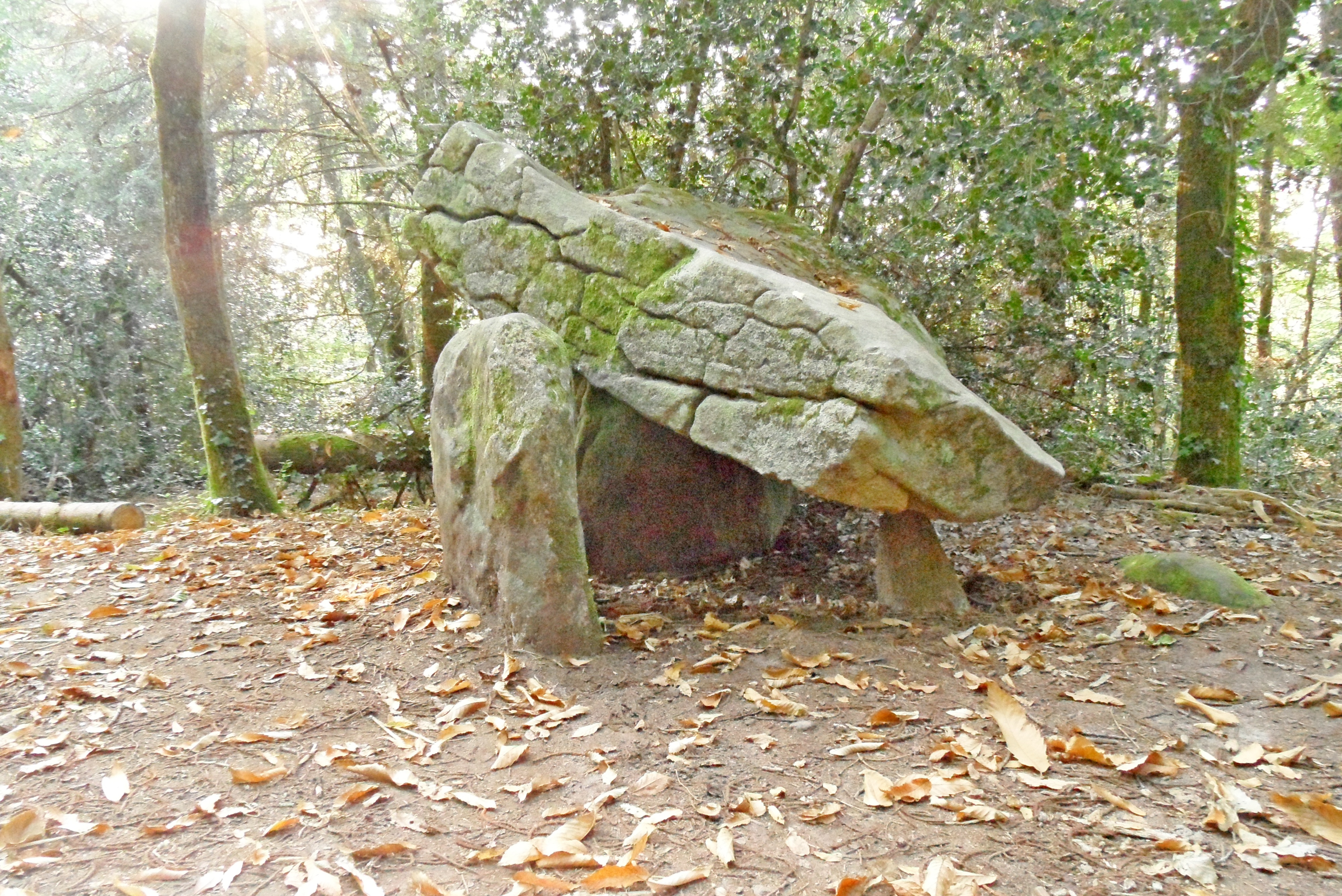
Dolmen von Ménez-Liaven

- Herrenhaus von Kerascoet
- Herrenhaus von Kériner
- Kirche Saint-Cuffan
- Dolmen von Ménez-Liaven
- Mühle von Meilh Coz

## Wirtschaft
Überregional bekannt ist die Firma Krampouz, die in Pluguffan Waffeleisen produziert, und Ähnliches produziert.  Vor allem ist Krampouz wegen ihrer Crêpe-Maker bekannt. In Frankreich ist Krampouz die führende Firma für Crêpe-Maker.

## Partnergemeinde
- Llandovery, Wales (Vereinigtes Königreich)